# Giulia Maria Crespi
Giulia Maria Crespi vedova Paravicini e Mozzoni (Merate, 6 giugno 1923 – Milano, 19 luglio 2020) è stata un'imprenditrice e filantropa italiana fondatrice del FAI, discendente della famiglia di cotonieri lombardi, cugini dei proprietari della fabbrica di Crespi d'Adda.

## Biografia
Giulia Maria fu educata da precettori privati, apprendendo le lingue tedesca, francese e inglese. Il primo marito, conte Marco Paravicini, padre dei suoi gemelli Aldo (morto nel maggio 2020) e Luca, morì in un incidente dopo 4 anni di matrimonio.
A partire dalla metà degli anni sessanta, dopo la morte degli zii Mario e Vittorio Crespi, gestì come accomandataria – in luogo del padre Aldo, gravemente malato – la proprietà del Corriere della Sera, responsabile della linea e dei bilanci. Fu soprannominata la «zarina» per lo stile arrogante, e contestato, della sua gestione, sotto la quale il quotidiano operò una netta virata a sinistra: la nuova linea, varata nel 1972 con il licenziamento del direttore Giovanni Spadolini e la sua sostituzione con Piero Ottone, fu sancita definitivamente con l'allontanamento, l'anno successivo, del giornalista Indro Montanelli, il quale bollò la Crespi come «dispotica guatemalteca» al termine di un lungo dissidio, mai ricomposto in seguito. Nel 1973, a causa degli ingenti passivi di bilancio del Corriere, la Crespi dapprima cedette quote della proprietà a Gianni Agnelli e Angelo Moratti; poi, nel 1974, liquidò la sua quota rimanente all'editore Andrea Rizzoli, uscendo definitivamente dall'amato Corrierone.
Nel 2013 possedeva il 2,353% delle azioni del Gruppo Editoriale L'Espresso.
Fu inoltre proprietaria di un'azienda agricola biodinamica, alla Zelata, situata nel Parco naturale del Ticino, a Bereguardo, che condusse dal 1974 assieme al figlio.
Fu tra i fondatori del FAI - Fondo Ambiente Italiano, fondazione di cui è stata presidente onoraria fino alla morte.
È stata sposata con l'architetto nobile Guglielmo Mozzoni dal 2 giugno 1965 fino alla morte di lui (31 luglio 2014).
Un contributo autobiografico dell'imprenditrice è stato oggetto della trasmissione televisiva Allo specchio. L'Italia è un Paese fondato sulle nonne , condotta da Paola Severini Melograni (puntata 7, 'La passione per l'Italia', con Giulia Maria Crespi e Rosanna Brambilla; trasmessa domenica 18 agosto 2013, ore 12.00, su Rai Storia, e mercoledì 28 agosto 2013, ore 01.00, su Rai 3).
È morta a Milano il 19 luglio 2020 a 97 anni. Il 2 novembre 2020 il suo nome è stato iscritto nel Famedio di Milano.

## Onorificenze e Premi
- Nel 2014 le viene attribuito il Premio Alessandro Manzoni alla carriera.[14]
- Nel 2016 Europa Nostra le ha attribuito il suo "Grand Prix" per "Dedicated service by individuals or organisations".[15]

## Opere
- Giulia Maria Crespi, Il mio filo rosso. Il «Corriere» e altre storie della mia vita, Collana Passaggi, Torino, Einaudi, 2015, ISBN 978-88-06-22538-4.